# Crepidohamma blantoni
Crepidohamma blantoni är en tvåvingeart som först beskrevs av Curtis W. Sabrosky 1957.  Crepidohamma blantoni ingår i släktet Crepidohamma och familjen smalvingeflugor. Inga underarter finns listade i Catalogue of Life.